# Smith-Spitzmaus
Die Smith-Spitzmaus (Chodsigoa smithii) ist eine Spitzmausart aus der Gattung der Chodsigoa. Sie kommt endemisch in der Volksrepublik China vor, wo sie nur aus Gebirgswäldern in Höhen über 3000 Metern bekannt ist.

## Merkmale
Mit einer Kopf-Rumpf-Länge von 7,2 bis 9,6 Zentimetern zählt die Smith-Spitzmaus zu den mittelgroßen Spitzmausarten. Der Schwanz erreicht eine Länge von 92 bis 108 Millimetern und ist damit deutlich länger als der Körper, der Hinterfuß ist 16 bis 19 Millimeter lang. Die Rücken- und Bauchfarbe ist dunkel graubraun, wobei der Bauch etwas heller ist. Der Schwanz ist an der Oberseite blassbraun und unterseits weiß. Die Oberseiten der Füße sind braunweiß. Im Vergleich zu der sehr ähnlich aussehenden Lowe-Spitzmaus (Chodsigoa parca) ist die Art etwas größer und etwas dunkler gefärbt, zugleich ist sie etwas kleiner als Chodsigoa salenskii.
| 1 | · | 3 | · | 1 | · | 3 | = 28 |
| 1 | · | 1 | · | 1 | · | 3 | = 28 |

Der Schädel der Smith-Spitzmaus hat eine Länge von 21 bis 23 Millimetern. Im Vergleich zu Chodsigoa parca ist der Schnauzenbereich breiter und verjüngt sich stärker im Bereich des Praemaxillare. Wie alle Arten der Gattung besitzt die Art im Oberkiefer pro Hälfte einen Schneidezahn (Incisivus) und danach drei einspitzige Zähne, einen Vorbackenzahn (Praemolar) und drei Backenzähne (Molares). Im Unterkiefer besitzt sie dagegen einen einzelnen Eckzahn (Caninus) hinter dem Schneidezahn. Insgesamt verfügen die Tiere damit über ein Gebiss aus 28 Zähnen. Die Zahnwurzeln sind wie bei den meisten Rotzahnspitzmäusen rot gefärbt.

## Verbreitung

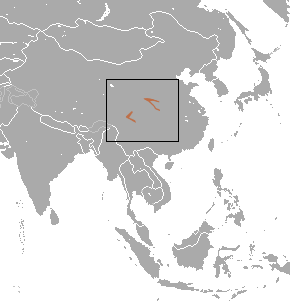
Verbreitungsgebiete der Smith-Spitzmaus

Die Smith-Spitzmaus kommt endemisch in der Volksrepublik China in den Provinzen Sichuan, Chongqing, dem Süden Shaanxis und Hubei vor. Die meisten Individuen wurden in Höhen über 3000 Metern gefunden. Die Art kommt sympatrisch mit der De-Winton-Spitzmaus (Chodsigoa hypsibia) vor. Zur Lowe-Spitzmaus lebt die Art weitgehend allopatrisch, für mindestens einen Fundort ist jedoch ein sympatrisches Vorkommen nachgewiesen.

## Lebensweise
Über die Lebensweise dieser Art liegen wie bei den meisten anderen asiatischen Spitzmäusen nur sehr wenige Daten vor. Wie alle Spitzmäuse ernährt sich auch die Smith-Spitzmaus von wirbellosen Tieren und lebt am Boden. Die Art ist wahrscheinlich an Wälder in Gebirgslagen in über 3000 Metern Höhe gebunden, wo es die meisten bisherigen Funde gab. Aufgrund der großen Hinterfüße und des langen Schwanzes geht man davon aus, dass die Tiere bessere Kletterer als die meisten anderen Arten der Spitzmäuse sind.

## Systematik
Die Smith-Spitzmaus wird als eigenständige Art innerhalb der Gattung Chodsigoa eingeordnet, die aus acht Arten besteht. Die wissenschaftliche Erstbeschreibung stammt von Oldfield Thomas aus dem Jahr 1911, der ein Individuum aus der chinesischen Provinz Sichuan zur Verfügung hatte. Die Art wurde eine Zeit lang als Unterart von Chodsigoa salenskii eingeordnet, bekam in den 1970er Jahren jedoch erneut den Artstatus. Sie enthielt zusätzlich Chodsigoa parca und deren Unterart Chodsigoa parca furva als Unterarten.
Innerhalb der Art werden neben der Nominatform Chodsigoa smithii smithii keine weiteren Unterarten unterschieden.

## Bedrohung und Schutz
Die Smith-Spitzmaus wird von der International Union for Conservation of Nature and Natural Resources (IUCN) aufgrund des starken Rückgangs durch den Verlust geeigneter Lebensräume in ihrem Verbreitungsgebiet als gering gefährdet („near threatened“) eingestuft. Es wird angenommen, dass die Bestände im Laufe der nächsten zehn Jahre um mehr als 30 % zurückgehen werden und daher eine zukünftige Einstufung als gefährdete Art möglich ist.

## Belege
1. 1 2 3 4 5 6 7 8  Robert S. Hoffmann, Darrin Lunde: Smith's shrew In: Andrew T. Smith, Yan Xie: A Guide to the Mammals of China. Princeton University Press, Princeton 2009, ISBN 978-0-691-09984-2, S. 308.
2. 1 2 3  Robert S. Hoffmann, Darrin Lunde: Lowe's shrew. In: Andrew T. Smith, Yan Xie: A Guide to the Mammals of China. Princeton University Press, Princeton 2009, ISBN 978-0-691-09984-2, S. 308.
3. 1 2 3 4  Chodsigoa smithii in der Roten Liste gefährdeter Arten der IUCN 2013.1. Eingestellt von: A.T. Smith, C.H. Johnston, 2008. Abgerufen am 28. Juli 2013.
4. 1 2 3 4  Chodsigoa smithii (Memento des Originals vom 10. November 2013 im Internet Archive)  Info: Der Archivlink wurde automatisch eingesetzt und noch nicht geprüft. Bitte prüfe Original- und Archivlink gemäß Anleitung und entferne dann diesen Hinweis.. In: Don E. Wilson, DeeAnn M. Reeder (Hrsg.): Mammal Species of the World. A taxonomic and geographic Reference. 2 Bände. 3. Auflage. Johns Hopkins University Press, Baltimore MD 2005, ISBN 0-8018-8221-4.